# Coendou ichillus
Coendou ichillus is een zoogdier uit de familie van de stekelvarkens van de Nieuwe Wereld (Erethizontidae). De wetenschappelijke naam van de soort werd voor het eerst geldig gepubliceerd door Voss & da Silva in 2001. De soortaanduiding ichillus betekent (in de vorm ichilla) "klein" in het lokale dialect van laagland-Quichua.

## Kenmerken
Deze soort heeft een lange staart, geen zichtbare haren in de volwassen vacht, een stekelige buikvacht, en een unieke combinatie van schedelkenmerken.

## Voorkomen
De soort komt voor in de regenwouden van het oosten van Ecuador en in het noordoosten van Peru.